# Imperial State Electric

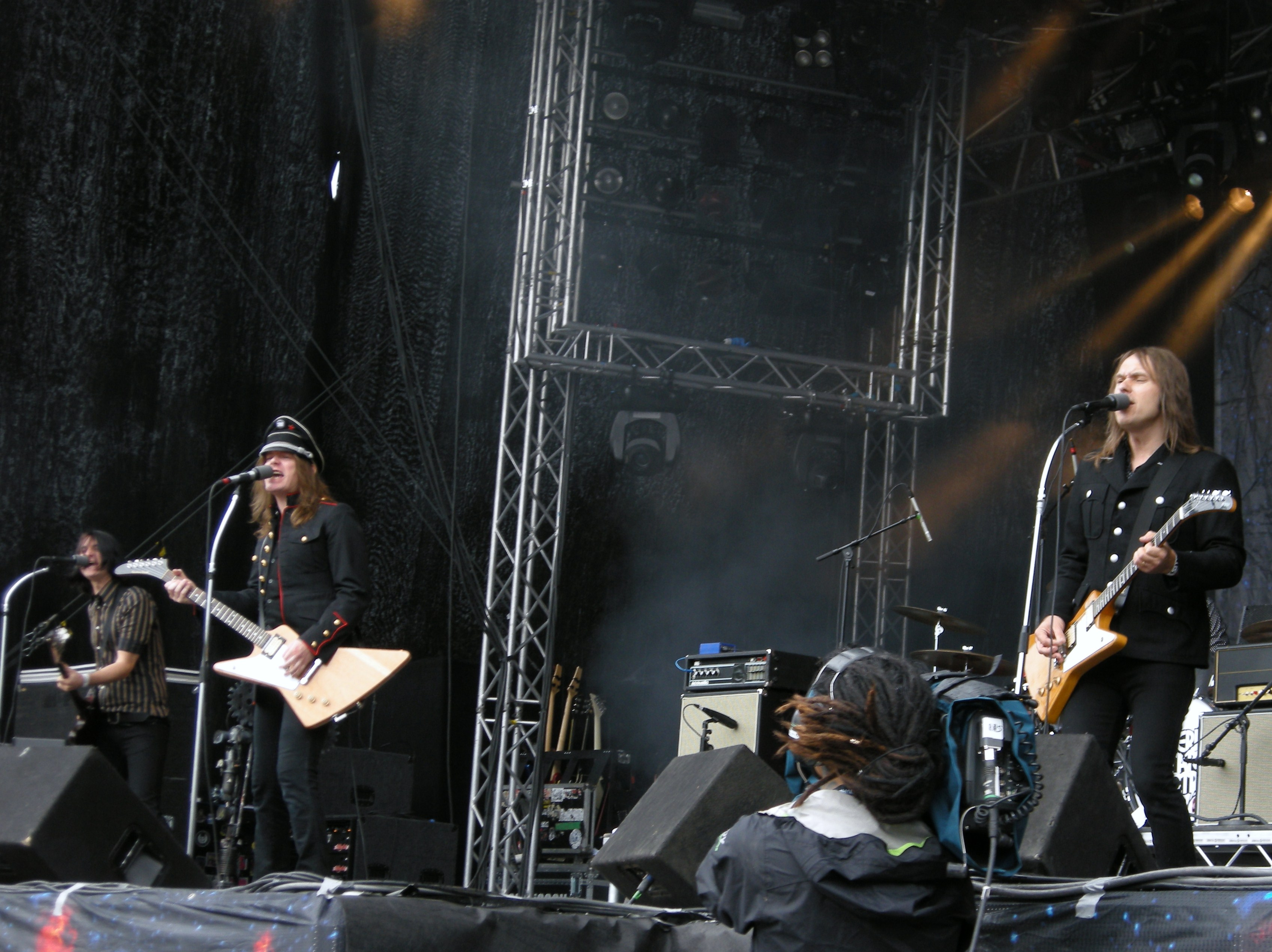
Imperial State Electric live beim Sonisphere Festival 2010.

Imperial State Electric ist eine schwedische Rockband, die von Nicke Andersson (Entombed, The Hellacopters) mit Dolph de Borst (The Datsuns, The Hellacopters), Tobias Egge sowie Thomas Eriksson gegründet wurde. Das nach der Band benannte Debütalbum erschien im März 2010.

## Geschichte
Nach dem Ende der Hellacopters 2008 begann Andersson zunächst, Songs für ein Soloalbum zu schreiben. So wurden beinahe alle Songs auf dem Debüt, bis auf zwei Texte, von Andersson selbst geschrieben. Schließlich stellte Andersson doch eine Band zusammen. Mit den Mitgliedern hatte er bereits in seiner Coverband Cold Ethyl nach dem Ende der Hellacopters zusammengearbeitet. Andersson sieht Imperial State Electric als Band, nicht nur als Soloprojekt. Allerdings sei es keine Band „im herkömmlichen Sinne“. Andersson betrachtete es als „sein T. Rex“, bei dem er Marc Bolan darstelle, was hieße, dass er „der Boss“ sei. Live spielte Andersson allerdings zum Teil auch Schlagzeug – es wurden dazu zwei Schlagzeugsets nebeneinander aufgebaut.

## Diskografie

### Alben
- Imperial State Electric (2010)
- In Concert (2011)
- Pop War (2012)
- Reptile Brain Music (2013)
- Radio Electric (2013)
- Honk Machine (2015)
- All Through the Night (2016)
- Anywhere Loud (2018)

### Singles
- That's Where It's At (Sam Cooke) / Oh Babe (2010, Ghost Highway Recordings)
- Resign (2010)
- Castaway (2010) Tour-Split-7" mit den Bloodlights (Soulseller Records)
- Wail Baby Wail (Kid Thomas) / Fight It Back (Accept) (2011, Ghost Highway Recordings)
- Sheltered in the Sand / Black Widow Blues (2012)
- (Why Don’t You) Leave It Alone / Heeby Jeebies (2014)